# Chicago Sting
O Chicago Sting foi um time americano de futebol  profissional com sede em Chicago . O Sting jogou na North American Soccer League de 1975 a 1984 e na Major Indoor Soccer League na temporada 1982-83 e novamente de 1984 a 1988. Eles foram campeões norte-americanos em 1981 e 1984, um dos únicos dois times da NASL (o New York Cosmos) a vencer o campeonato duas vezes.
O Sting foi fundado em 1974 por Lee Stern de Chicago e competiu na NASL pela primeira vez na temporada de 1975. Alguns anos depois de fundar o Sting, Stern contratou Willy Roy como treinador. Roy treinou o Sting pelo resto de sua existência.
A equipe foi nomeada em referência ao popular filme de 1973, The Sting, cuja ação foi ambientada em Chicago na década de 1930.
O clube jogou em vários locais. A equipe externa espalhou seus jogos em casa em Soldier Field, Wrigley Field e Comiskey Park. Em 1976, a equipe de futsal jogava no International Amphitheatre, antes de posteriormente usar o Chicago Stadium e o Rosemont Horizon (agora Allstate Arena).

## Stern, Foulkes e Hill
1974–75: O Chicago Sting era o filho dos sonhos de Lee Stern, um importante corretor de commodities de Chicago, que em 1974 apostou caro que sua cidade natal aceitaria o futebol como esporte da liga principal. Stern voltou-se para a Inglaterra em busca de um treinador em forma de 'Busby Babe' Bill Foulkes, ex-zagueiro do Manchester United.
Foulkes construiu um time de jogadores predominantemente britânicos (havia 10 no elenco de 1975 e 11 em 1976 e 1977), incluindo Gordon Hill e Eddie May. Mais tarde, Hill ganhou 6 partidas pela Inglaterra e jogou mais de cem jogos pelo Manchester United, incluindo a final da FA Cup de 1976. Em Chicago, ele marcou seis gols na temporada inaugural do Sting e firmemente se estabeleceu como favorito dos torcedores, como fez May, que apesar de jogar toda a sua carreira na Inglaterra como zagueiro central, foi usado por Foulkes como alvo, marcando 7 vezes em 18 jogos.
No verão de 1975, uma multidão escassa de 4.500 assistiu ao primeiro jogo em casa do Sting e, como começou, continuou com uma média naquele ano em torno da marca de 4.000   - embora quase 14.000 tenham visto o Sting enfrentar o time polonês da Copa do Mundo de 1974 em um amistoso.
O Sting perdeu os playoffs por um único ponto, perdendo o jogo final da temporada em uma disputa de pênaltis (Hill perdeu sua tentativa).
1976: A segunda temporada do Sting viu a chegada de mais jogadores das Ilhas Britânicas e o retorno a Chicago do atacante polonês Janusz Kowalik . Kowalik alcançou o auge com o Chicago Mustangs oito anos antes, marcando 30 gols em 28 participações no Mustangs, uma e única temporada na NASL.
Embora a equipe não tenha conseguido passar da primeira rodada dos playoffs, curvando-se para a Toronto Blizzard, dobrou a estrela cravejada de New York Cosmos nas jogadas regulares da temporada, vencendo de 2x0 em Nova York e em frente de 28.000 torcedores em casa derrotaram Pelé, Giorgio Chinaglia e companhia em um jogo de 4-1.
1977: O técnico Bill Foulkes foi para a Grã-Bretanha mais uma vez antes da temporada de 1977 para contratar um jogador que provaria ser um dos jogadores mais bem-sucedidos e populares da história da NASL. - Willie Morgan, meio-campista internacional escocês. Morgan, que chegou emprestado pelo Bolton Wanderers jogou mais de 500 jogos na English Football League pelo Bolton Wanderers, Burnley e Manchester United.
1978: No início da temporada de 1978 da NASL, o Sting estabeleceu um recorde muito indesejado quando o time perdeu seus dez primeiros jogos. Este não era o início que o proprietário Lee Stern tinha antecipado quando ele trouxe em Clive Toye como novo presidente do clube, que por sua vez havia contratado Malcolm Musgrove como novo treinador da equipe. Toye havia sido um dos homens por trás do sucesso da principal luz da NASL, o New York Cosmos, enquanto Musgrove, ex-ala esquerdo do West Ham United, era um treinador com uma reputação crescente.
1979: No final da temporada de 1978 da NASL, Willy Roy foi nomeado treinador principal. O Sting estavam em seu caminho para se tornar um dos melhores times do campeonato e para garantir o sucesso contínuo Roy trouxe quatro novos jogadores que todos desempenham o seu papel nas franquias melhor temporada ainda: Wim van Hanegem chegou do lado holandês AZ, Luigi Martini, da SS Lazio, Thomas Sjoberg, do Malmö FF, juntamente com o ex - jogador do Feyenoord Peter Ressell.
Todo o número de recordes do clube foi quebrado quando o Sting marcou 70 gols   - Karl-Heinz Granitza, com 20   - e o número médio de visitas domiciliares aumentou para respeitáveis 8.000, 21.000 participantes em Wrigley Field para ver o New York Cosmos derrotado por 3-1. O Fort Lauderdale Strikers foram espancados na primeira rodada dos playoffs (o Sting ganhar o melhor de três séries de duas vitórias para nenhum), mas o San Diego Sockers provou ser demasiado forte para Chicago e reservou um lugar nas finais da conferência americana com uma vitória por 2-0 na Califórnia, seguida por uma vitória por 1-0 em Wrigley Field.
1980: Phil Parkes, o ex - goleiro do Wolverhampton Wanderers, tornou-se o número 1 do Sting, mudando-se para Chicago do Vancouver Whitecaps, onde jogou nas últimas três temporadas e se estabeleceu como o principal homem das luvas da NASL. Também entraram para a equipe do Sting Ingo Peter (ex- Borussia Dortmund) e Frantz Mathieu, zagueiro haitiano que ingressou no FC St. Pauli.

## Temporada de 1981

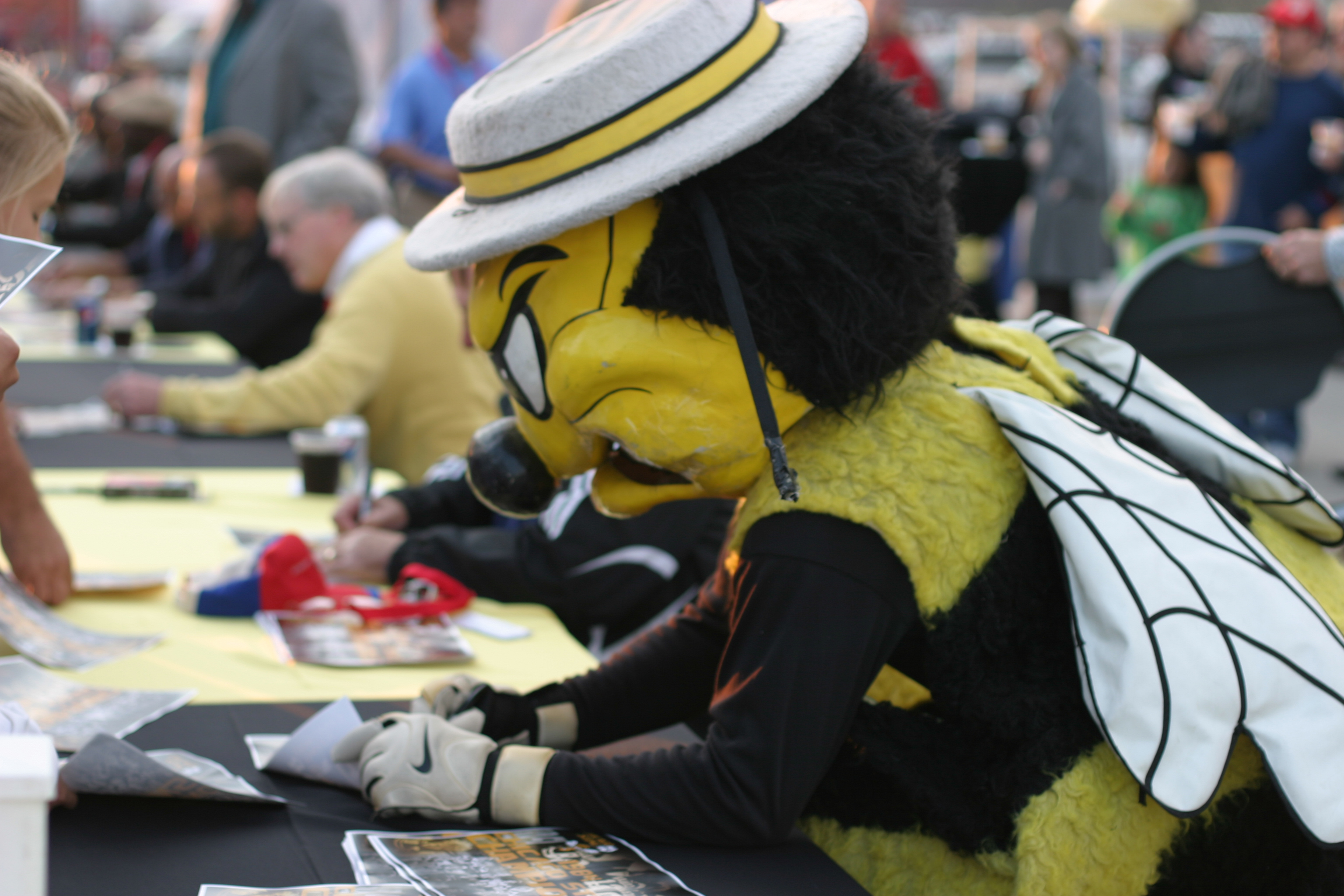
Mascote de Chicago Sting 'Stanley Sting' na foto em 2009.

1981: A adição de Pato Margetic à linha de frente do Sting   - Margetic se juntou ao Detroit Express   - mostrou a intenção ofensiva do técnico Will Roy para a próxima campanha, de fato o clube terminaria como artilheiro da NASL com 81 gols.
O ponto de virada na temporada aconteceu no final de junho, quando uma nova multidão de 30.501 pessoas se apresentou em Wrigley Field para ver o Sting vencer o New York Cosmos por 6 a 5, depois de um tiroteio. Isso sinalizou o início de uma sequência de oito vitórias consecutivas.
O título da Divisão Central foi confirmado quando o Sting completou a temporada regular com três vitórias consecutivas em casa. O Tornado de Dallas foi derrotado por 3 a 1, o Ft. Lauderdale Strikers com uma margem de 7 a 2 e o Tulsa Roughnecks por 5 a 4 para encerrar a campanha com 23 vitórias e 9 derrotas.
Na primeira rodada dos playoffs, o Seattle Sounders foi derrotado por dois jogos a um e o Sting avançou para a segunda rodada e um encontro com o Montreal Manic. Uma multidão recorde de 58.542 jogadores no Estádio Olímpico de Montreal viu o Manic vencer o primeiro jogo por 3–2, mas o Sting se recuperou para vencer os jogos dois e três, ambos com uma margem de 4-2, com o jogo três sendo vencido, apesar de o 2–1 caído faltam nove minutos para jogar.
O San Diego Sockers agora estava entre o Sting e uma primeira aparição no Soccer Bowl. Dois gols tardios do lado californiano deram a eles o primeiro sangue e uma vitória por 2 a 1, mas o Sting venceu o jogo dois pelo mesmo placar diante de 21.760 no Comiskey Park. Cinco dias depois, 39.623 habitantes de Chicago viram o Sting vencer a série com uma vitória de 1 a 0 na prorrogação no mesmo local. Os Sting estavam indo para um confronto no Soccer Bowl com o New York Cosmos.

## Soccer Bowl '81
Dezoito anos sem uma grande honra esportiva terminaram para a cidade de Chicago, quando o Sting venceu a NASL Championship para dar à Windy City seu primeiro título esportivo profissional desde que o Chicago Bears venceu o NFL Championship Game em 1963. Naquela ocasião, os Bears venceram o New York Giants e o triunfo do Sting seria conquistado contra outro time de Nova York, o Cosmos.
Uma multidão de 36.971   - incluindo cerca de 6.000 de Chicago   - estavam presentes no Estádio de Exposições de Toronto e poderiam ter sido perdoados por esperar um jogo de alta pontuação, já que os dois encontros anteriores entre o Sting e o Cosmos naquele ano haviam produzido quinze gols. Então foi muito contra as probabilidades   - após os 90 minutos normais e mais 15 minutos de horas extras súbitas de morte   - que este jogo terminaria sem gols.

## Treinadores
- Bill Foulkes (1975–1977)
- Willy Roy (1977–1986)
- Malcolm Musgrove (1978)
- Erich Geyer (1986–1988)
- Gary Hindley (1988)